# Conifers.org
Conifers.org је непрофитни веб-сајт односно база података свих голосеменица (Gymnosperm). Покренуо га је Кристофер Џ. Ерл, лета 1997. године, а свој URL домен conifers.org добио је две године касније. Данас је подељен у четири секције, а главна носи назив „Врсте” и обухвата 90% сајта (ту су описи, класификација, екологија, етноботаника и друге теме готово свих породица, родова и врста голосеменица).